# Lota de Macedo Soares
Maria Carlota Costallat de Macedo Soares (París, França, 16 de març de 1910-Nova York, Estats Units, 25 de setembre de 1967) va ser una arquitecta a qui s'atribueix la creació del Parc del Flamenc, avui Parc Brigadier Eduardo Gomes, a Rio de Janeiro. Va néixer a Paris, membre d'una prominent família de polítics de l'estat de Rio de Janeiro.
Els seus pares van ser José Eduardo de Macedo Soares, Primer Tinent de Marina amb base a Europa i Adélia de Carvalho Costallat. A París també va néixer una altra filla, anomenada Maria Elvira, coneguda com a Marieta. José Eduardo surt de la Marina el 1912 i torna a Brasil amb la seva família. A Rio de Janeiro, funda el periòdic O Imparcial, precursor del Diari Carioca.
Al principi de la dècada del 1940, Lota, com l'anomenaven comunament, va residir a Nova York on va prendre cursos en el Museu d'Art Contemporani.
Sense haver assistit a la universitat va ser reconeguda com a arquitecta autodidacta i paisatgista. Va ser convidada per Carlos Lacerda, qui acabava de guanyar les eleccions del govern de l'estat de Guanabara (1960-1965) per treballar en el projecte del Parc del Flamenc. Quan en les eleccions següents Carlos Lacerda perd el govern, Lota es retira de la construcció del parc.
Lota va mantenir una relació amb la poeta nord-americana Elizabeth Bishop de 1951 a 1967. La seva relació és relatada en la pel·lícula brasilera ''Flors Rares'' (Reaching for the Moon, 2012), basat en el llibre Flores Rares i Banalíssimes de l'autora Carmem Lucia d'Oliveira, així com en el llibre The More I Owe You (Mentre més et dec), de l'escriptor nord-americà Michael Sledge. El personatge de Lota és interpretat per l'actriu brasilera Gloria Pires.
El 1967, Soares va buscar a Bishop als Estats Units després de recuperar-se d'una llarga depressió durant la qual va estar hospitalitzada. El mateix dia que va arribar a Nova York, el 19 de setembre de 1967, Soares va prendre una sobredosi de tranquil·litzants i va morir diversos dies després.